# 阿基明萨克
阿基明萨克（西班牙語：Aquiminzaque；？—1540年），奇布查语称阿基姆·奥·基明萨（Aquim ó Quiminza），是哥伦比亚原住民政权穆伊斯卡联盟之统治者，以“萨克”（zaque）之名衔统治温萨（今通哈），1537年至1540年在位，是温萨的末代统治者。
阿基明萨克的前任统治者克穆恩查托查在1537年被西班牙征服者俘获，阿基明萨克临危即位，最终被西班牙人斩首处决。

## 生平
1537年8月2日，当时在位的温萨君主克穆恩查托查被入侵的西班牙人俘获，押解至苏埃斯卡。阿基明萨克身为克穆恩查托查最年长的侄子而即位，这是穆伊斯卡的王位继承传统。
面对西班牙人的入侵威胁，阿基明萨克选择妥协而皈依天主教。不过，他发现西班牙人的真正意图是征服奴役穆伊斯卡人，又选择反叛殖民地当局的统治。然而反抗未果，阿基明萨克最终于1640年在通哈遭到公开斩首处决。
阿基明萨克也是最后一位穆伊斯卡统治者。

### 后世纪念
今日的通哈市内有一原住民族纪念碑（Monumento a la Raza Indígena），为克穆恩查托查和阿基明萨克的雕像。